# 崔堯三
崔堯三（或譯崔堯森或崔耀森，1973年10月16日—2008年1月3日），韓國拳擊手。過去曾得到WBC輕蠅量級冠軍。他出生於韓國全羅北道井邑市。

## 職業生涯
崔堯三於1993年開始他的職業生涯，1999年的比賽中以判定得分（decision）擊敗泰國拳擊手Saman Sorjaturong獲得WBC輕蠅量級（Light flyweight）世界冠軍。他也成功的維持了這個頭銜三次，直到於2002年與荷黑·阿斯的比賽中在第六回合被技術性擊倒（TKO）而落敗。2003年，他在WBA輕蠅量級臨時冠軍比賽中以判定得分（decision）輸給了Beibis Mendoza。2004年，他增重至蠅量級（Flyweight），挑戰羅倫佐·帕拉的WBA蠅量級冠軍頭銜，以判定得分（decision）落敗。

## 逝世
2007年12月25日，他在對於哈里·阿莫爾（Heri Amol）的比賽中，以裁判一致判定勝（unanimous decision）成功地捍衛了WBO洲際蠅量級拳王頭銜。第12回合時，崔堯三在最後5秒前遭對手重擊後倒下，但他站起來並贏得比賽。他在鈴響之後倒下，並且立即被送到順天鄉大學醫院急救，並進行緊急的腦部手術。2008年1月2日，醫生宣布崔堯三腦死亡
。2008年1月3日，崔堯三因拔除呼吸機而逝世。

## 參照
- 男拳擊手列表（英语：List of male boxers）
- WBC世界冠軍列表（英语：List of WBC world champions）
- 金得九

## 外部連結
- 崔堯三在BoxRec的職業拳擊紀錄
- 檢視崔堯三

| 前任： Saman Sorjaturong | WBC輕蠅量級冠軍 1999年10月17日─2002年7月6日 | 繼任： 荷黑·阿斯 |